# ماري لي جونسون ريتشاردز
ماري لي جونسون ريتشاردز (بالإنجليزية: Mary Lea Johnson Richards)‏ هي نجمة اجتماعية ورائدة أعمال أمريكية، ولدت في 20 أغسطس 1926 في نيو برونزويك في الولايات المتحدة، وتوفيت في 3 مايو 1990 في بيتسبرغ في الولايات المتحدة بسبب سرطان الكبد.

## وصلات خارجية
- ماري لي جونسون ريتشاردز على موقع IMDb (الإنجليزية)
- ماري لي جونسون ريتشاردز على موقع قاعدة بيانات الفيلم (الإنجليزية)